# Szczygieł (film)
Szczygieł (ang. The Goldfinch) – amerykański dramat filmowy z 2019 roku w reżyserii Johna Crowleya. Adaptacja filmowa powieści o tym samym tytule autorstwa Donny Tartt wydanej w 2013 roku i wyróżnionej Nagrodą Pulitzera.

## Fabuła
Theodore Decker w wieku 13 lat traci matkę w zamachu bombowym w nowojorskim Metropolitan Museum of Art. W panice kradnie z budynku bezcenny obraz Szczygieł, którego przywłaszczenie zmienia jego życie na zawsze. Próbując poradzić sobie ze stratą bliskiej osoby razem z ukradzionym obrazem udaje się w podróż, podczas której zmaga się z lękami i poczuciem winy.

## Obsada
- Ansel Elgort jako dorosły Theo Decker
- Oakes Fegley(inne języki) jako młody Theo Decker
- Nicole Kidman jako pani Barbour
- Jeffrey Wright jako Hobie
- Luke Wilson jako Larry
- Sarah Paulson jako Xandra
- Willa Fitzgerald jako dorosła Kitsey Barbour
- Aneurin Barnard(inne języki) jako dorosły Boris
- Finn Wolfhard jako młody Boris
- Ashleigh Cummings(inne języki) jako dorosła Pippa
- Aimee Laurence(inne języki) jako młoda Pippa
- Boyd Gaines(inne języki) jako pan Barbour
- Robert Joy jako Welty
- Hailey Wist(inne języki) jako matka Theo
- Carly Connors(inne języki) jako młoda Kitsey Barbour
- Ryan Foust(inne języki) jako młody Andy Barbour
- Luke Kleintank(inne języki) jako dorosły Platt Barbour
- Jack DiFalco(inne języki) jako młody Platt Barbour[1]